# Parc national de Kolsay Lakes
Le parc naturel national « Kolsay Lakes » (kazakh : «Көлса́й көлдері́» мемлекетті́к ұлтты́қ табиғи́ паркі́«Көлса́й көлдері́» мемлекетті́к ұлтты́қ табиғи́ паркі́) est un parc naturel créé le 7 février 2007 par la résolution N°88 du gouvernement de la République du Kazakhstan. Il est situé à cheval sur le District de Raiymbek et le  District de Talgar de l'Oblys d'Almaty au Kazakhstan.
Les lacs Kolsay et Kaindy sont situés sur le territoire du parc.
Le parc fait partie de la réserve de biosphère du Kolsai Kolderi, reconnue par l'Unesco en 2021.

## Géographie
Le parc est traversé par la rivière Kolsay, qui traverse trois lacs :
- le lac inférieur, situé à 1 818 m d'altitude, long d'un kilomètre et large de 400 m, et dont la profondeur maximale est de 80 m ;
- le lac Mynzholky, situé à 2 552 m d'altitude, qui a une profondeur maximale de presque 50 m,
- le lac supérieur, situé 600 m plus haut, est proche de la frontière avec le Kirghizistan[4].

La zone strictement protégée s'étend sur 72 % du territoire du parc. 13 % du parc est ouvert au tourisme et aux loisirs.

## Faune et flore
La flore du parc national compte plus de 700 espèces différentes. Plusieurs de ces espèces sont inscrites dans le Livre rouge du Kazakhstan, comme la stipa kungeica, l'adonis chrysocyathus, l'adonis tianschanica, l'erysimum croceum, l'Épicéa de Schrenk et d'autres espèces. Un arbre remarquable du parc est l'épicéa de Tyan-Shan (ru), qui pousse jusqu'à une altitude de 2700 à 3000 m, et dont les spécimens sont particulièrement beaux, hauts de 40 à 50 m avec des troncs de 2 m de diamètre.
Le monde animal est également riche et varié, recensant plus de 200 espèces de vertébrés. Le parc est l'habitat naturel de 4 espèces de poissons, 2 espèces d'amphibiens, 197 espèces d'oiseaux et 29 espèces de mammifères.
Les oiseaux inscrits au Livre rouge sont l'arrenga siffleur, introduit depuis l'Inde au XXe siècle, le leptopoecile sophiae, l'aigle royal, le gypaète barbu, le faucon sacre, et le vautour de l'Himalaya.
Les mammifères inscrits au Livre rouge comprennent l'argali, l'ours Isabelle, l'once, et d'autres espèces comme la loutre d'Asie centrale et le lynx du Turkestan.